# Servia-Velvendo
Servia-Velvendo (griechisch Σέρβια-Βελβεντό) war von 2011 bis 2019 eine Gemeinde im Südosten der griechischen Region Westmakedonien. Sie wurde in die beiden Gemeinden Velvendo und Servia aufgetrennt.

## Lage
Die Gemeinde Servia-Velvendo ist im Südosten Westmakedoniens an der Grenze zu den Regionen Zentralmakedonien und Thessalien gelegen. Der Aliakmonas mit seinen beiden Stauseen Polyfytos und Ilarionas begrenzt das Gemeindegebiet im Südwesten und Westen zu den Nachbargemeinden Deskati und Kozani. Im Nordosten und Osten liegen die zentralmakedonischen Gemeinden Veria und Katerini. Im Süden grenzt die thessalische Gemeinde Elassona an.

## Verwaltungsgliederung
Die Gemeinde wurde nach der Verwaltungsreform 2010 aus dem Zusammenschluss der ehemaligen Gemeinden Kamvounia, Servia und Velvendo sowie der Landgemeinde Livadero gebildet. Verwaltungssitz der Gemeinde war die Kleinstadt Servia. Die ehemaligen Gemeinden bildeten  Gemeindebezirke. Die Gemeinde war weiter in die Stadtbezirke Servia und Velvendo sowie 21 Ortsgemeinschaften untergliedert. 2019 wurde sie in die beiden Gemeinden Velvendo und Servia aufgetrennt.
| Gemeindebezirk | griechischer Name           | Code   | Fläche (km²) | Einwohner 2011 | Stadtbezirke / Ortsgemeinschaften (Δημοτική /Τοπική Κοινότητα)                                                                                   | Lage |
| -------------- | --------------------------- | ------ | ------------ | -------------- | --- | ---- |
| Servia         | Δημοτική Ενότητα Σερβίων    | 140401 | 400,116      | 3.540          | Servia, Avles, Vathylakkos, Goules, Imera, Kastania, Kranidia, Lefkara, Mesiani, Metaxas, Neraida, Platanorrevma, Polyrracho, Roditis, Trigoniko |      |
| Velvendo       | Δημοτική Ενότητα Βελβεντού  | 140402 | 126,516      | 3.399          | Velvendo, Agia Kyriaki, Katafygi, Polyfyto |      |
| Kamvounia      | Δημοτική Ενότητα Καμβουνίων | 140403 | 148,785      | 1.539          | Elati, Mikrovalto, Tranovalto |      |
| Livadero       | Δημοτική Ενότητα Λιβαδερού  | 140404 | 051,999      | 1.232          | Livadero |      |
| Gesamt         | Gesamt                      | 1404   | 727,416      | 9.710          | |      |